# Don Sharp
Don Sharp (Hobart, Austràlia, 19 d'abril de 1922 - Cornualla, Anglaterra, 18 de desembre de 2011) va ser un director de cinema, guionista, actor i productor britànic, d'origen australià.

## Biografia
Les seves pel·lícules més famoses van ser produïdes per la Hammer Film Productions els anys 1960: entre les quals, The Kiss of the Vampire (1963) i Rasputin:The Mad Monk (1965). El 1965 també va dirigir El rostre de Fu Manxú: la pel·lícula, que narra les aventures de Fu Manxú, el personatge creat per Sax Rohmer, aquí interpretat per Christopher Lee, és probablement el seu principal èxit.
Entre les seves obres destacar la història d'espionatge Our Man in Marrakesh (1966), la història fantàstica Rocket to the Moon (1967) i el remake de 1978 de Els trenta-nou graons en una versió amb Robert Powell en el paper de Richard Hannay.
Sharp també va interpretar el paper de Stephen "Mitch" Mitchell en la sèrie de ciència-ficció Journey Into Space, transmesa per la BBC el 1953.
Va morir el 2011 a l'edat de 89 anys.

## Filmografia[2]

### Director
- 1955: The Stolen Airliner
- 1958: The Adventures of Hal 5
- 1958: The Golden Disc
- 1960: The Professionals
- 1960: Linda
- 1961: Kraft Mystery Theater (Sèrie de TV)
- 1961: Ghost Squad (Sèrie de TV)
- 1962: Two Guys Abroad
- 1963: The Human Jungle (Sèrie de TV)
- 1963: It's All Happening
- 1963: The Kiss of the Vampire
- 1964: Els pirates del "diablo" (The Devil-Ship Pirates)
- 1964: Witchcraft
- 1965: Curse of the Fly
- 1965: El rostre de Fu Manxú (The Face of Fu Manchu)
- 1966: Rasputin: The Mad Monk
- 1966: Our Man in Marrakesh
- 1966: Les núvies de Fu Manxú (The Brides of Fu Manchu)
- 1967: Rocket to the Moon
- 1968: The Violent Enemy
- 1968: The Champions (sèrie de TV)
- 1969: Taste of Excitement
- 1971: Psychomania
- 1973: Dark Places
- 1974: Callan
- 1975: Hennessy
- 1977: Les quatre plomes (The Four Feathers) (Telefilm)
- 1978: Els trenta-nou esglaons (The Thirty-Nine Steps)
- 1979: L'illa de l'Ós (Bear Island)
- 1980: Guardian of the Abyss
- 1982: Q.E.D. (sèrie de TV)
- 1983: A Woman of Substance (Fulletó televisat)
- 1984: What Waits Below
- 1986: Tusitala (Fulletó televisat)
- 1986: Hold the Dream (Telefilm)
- 1988: Tears in the Rain (Telefilm)
- 1989: Act of Will (Telefilm)

### Guionista
- 1950: Ha'penny Breeze
- 1954: The Blue Peter
- 1955: The Stolen Airliner
- 1958: The Adventures of Hal 5
- 1958: The Golden Disc
- 1964: Heiss weht der Wind
- 1966: Les núvies de Fu Manxú (The Brides of Fu Manchu)
- 1969: Taste of Excitement
- 1970: Puppet on a Chain
- 1979: L'illa de l'Ós (Bear Island)

### Actor
- 1950: Ha'penny Breeze: Johnny Craig
- 1952: The Planteur's wife, de Ken Annakin: Tinent Summers
- 1953: The Cruel Sea, de Charles Frend: Capità de corbeta

### Productor
- 1950: Ha'penny Breeze
- 1969: Ido zero daisakusen